# Riparia diluta
El avión pálido  (Riparia diluta) es una especie de ave paseriforme de la familia Hirundinidae propia de Asia.

## Distribución y hábitat
Se encuentra en el centro de Asia hasta el sureste de China, en Afganistán, China, Mongolia, Kirguistán y Pakistán. Su hábitat natural son las praderas abiertas y sabanas, por lo general en cercanías de agua. Anteriormente se consideraba una subespecie del avión zapador (Riparia riparia).